# Sloup Nejsvětější Trojice (Brno)
Sloup Nejsvětější Trojice je vrcholně barokní sousoší postavené roku 1729 na objednávku městského magistrátu sochařem Antonínem Schweiglem v horní části Zelného trhu v Brně ke cti Nejsvětější Trojice a sv. Jana Nepomuckého. 

## Historie
Sloup Nejsvětější Trojice byl objednán v roce 1729 brněnským magistrátem u sochaře Antonína Schweigla, otce významného umělce Ondřeje Schweigla. Záměrem brněnských občanů bylo vzdání cti k Nejsvětější Trojici a sv. Janu Nepomuckému. Podmět k vybudování monumentu vydalo zřejmě nově obnovené laické Bratrstvo Nejsvětější Trojice působící při kostele sv. Jakuba. Po dvou letech, v roce 1731 bylo rozhodnuto sloup doplnit sochami patronů města sv. Konstantinem a sv. Primitivem. Tohoto úkolu se zhostil znovu A. Schweigl. Ostatky dvou římských mučedníků se do Brna dostaly prostřednictvím zdejší jezuitské koleje, do které byly věnovány papežem Řehořem XIII. v roce 1572.
Současná hmota díla není autentická. Sloup byl opravován již ve druhé polovině 19. století. Rozsáhlé restaurování probíhalo pak v letech 1884, 1947 a 1997. Byla nahrazena většina architektury společně se sochou sv. Jana Nepomuckého a pravého andílka a některé končetiny dalších soch.

## Popis
Monument má podobu oblačného pylonu, který stojící na čtyřbokém profilovaném podstavci zdobeném rostlinným dekorem. V horní části sedí postavy Krista a Boha Otce a vrchol korunuje holubice Ducha svatého obklopeného zlacenou svatozáří. Při základně sloupu stojí socha Panny Marie Immaculaty na zeměkouli s hadem. Po stranách je dvojice adorujících andílků klečících na volutách. Zadní stranu obrácenou k Petrovu obsadila socha sv. Jana Nepomuckého. V roce 1731 byly po stranách sloupu umístěny na kvádrových podstavcích sochy sv. Konstatina a sv. Primitiva oděných v římské zbroji.
Sloup je chráněn jako kulturní památka České republiky.

### Nápisy na sloupu
Latinský nápis na přední straně sloupu hlásá v majuskulu: VNI SVBSTANTIAE TRINO IN PERSONIS DEO PATRI NATO ET SPIRIVTI SANCTO – Jediné podstatě, trojímu v osobách Bohu, Otci, Synu a Duchu svatému. Po doplnění MCV dává chronogram v nápisu datum postavení 1729. Novější podstavec zřejmě postrádá zbytek původního textu, který by zkompletoval chronogram. Evidenční karta památky z roku 1964 ještě uvádí pokračování NEC NON B. MARIAE VIRGINI – rovněž blažené Panně Marii a dále následuje otazník.
Zadní strana sloupu má nápis: IN HONOREM S TRINITATIS B. V. MARIAE ET IN MEMORIAM CANONISATIONIS S IOANNIS NEPOM ANNO 1729 EREXIT NUNC VERO ANNO 1884 RESTAURAVIT INCLITA CIVITAS BRUNENSIS – K poctě Svaté Trojice, blažené Panny Marie a na památku svatořečení svatého Jana Nepomuckého roku 1729 vztyčila, nyní však roku 1884 obnovila slavná obec Brněnská.
Na zadní straně podstavce sochy sv. Konstantina: In LaVDeM VnIVs trInI patrIs fILII et spIrItVs sanCtI – Ke chvále jediného trojího Otce, Syna a Ducha svatého. V chronogramu rok 1731.
Na zadní straně podstavce sochy sv. Primitiva: MDCCXXXI, MDCCCLXXXIV, MCMXLVII – 1731, 1884, 1947.
- Zadní strana sloupu
- Socha sv. Jana Nepomuckého
- Socha sv. Primitiva
- Socha sv. Konstantina